# PsychoparadoX

## Биографија
PsychoparadoX је метал састав из Смедерева познат као први састав овог жанра оформљен у Србији после распада бивше СФРЈ. Бенд се сматра једним од најутицајнијих српских, тада југословенских бендова. Бенд је издао три албума - ...And Your Life Is Just Another Dream из 1995, Through the Labyrinths of Sleeping Galaxy из 1997. и Apeiron из 1998. Од последњег албума, бенд је снимио само једну песму која је изашла на реиздању последњег албума из 2002. Бенд је објавио престанак са радом на кратко, али је 2011. поново оформљен, уз најаве свирки и можда чак и новог албума.

## Дискографија
1995 - ...And Your Life Is Just Another Dream

1997 - Through the Labyrinths of Sleeping Galaxy

1998 - Apeiron

## Чланови

### Садашњи чланови
Мирослав Бранковић - гитара (1993 - 2008, 2011 - )

Иван Цветковић - бас гитара (1993 - 2008, 2011 - )

Срђан Бранковић - студијски вокал (1995 - 2008, 2011 - ), гитара (1996 - 2008, 2011 - )

Дамир Аџић - бубњеви (1998 - 2008, 2011 - )

Бранислав Дабић - клавијатуре (1999 - 2008, 2011 - )

Душан Шупица - вокал (уживо) (1999 - 2002, 2004 - 2008, 2011 - )

### Бивши чланови
Марко Вукашиновић - вокал (1993)

Бранислав Благојевић - гитара (1996 - 1999)

Марко Југовић - бубњеви (1993 - 1997)

Игор Миладиновић - вокал (уживо) (2002)